# Weißensee (See in Bayern)
Der Weißensee ist ein 2,3 km langer See mit einem Umfang von 6,1 km im Landkreis Ostallgäu in Bayern westlich von Füssen am Nordrand der Alpen. Nur 500 Meter weiter südlich liegt der höher gelegene Alatsee. Der Name Weißensee rührt entweder von seinem durch abgelagerten Kalk weiß schimmernden Erscheinungsbild her oder lässt sich durch die Tatsache erklären, dass sich um ca. 600 n. Chr. ein Alemanne namens Wizo hier niedergelassen hat.
Der See liegt im Landschaftsschutzgebiet Schutz von Landschaftsteilen im Bereich der Stadt Füssen und der Gemeinden Weissensee, Eisenberg und Pfronten im Landkreis Füssen (LSG-00115.01).

## Beschreibung

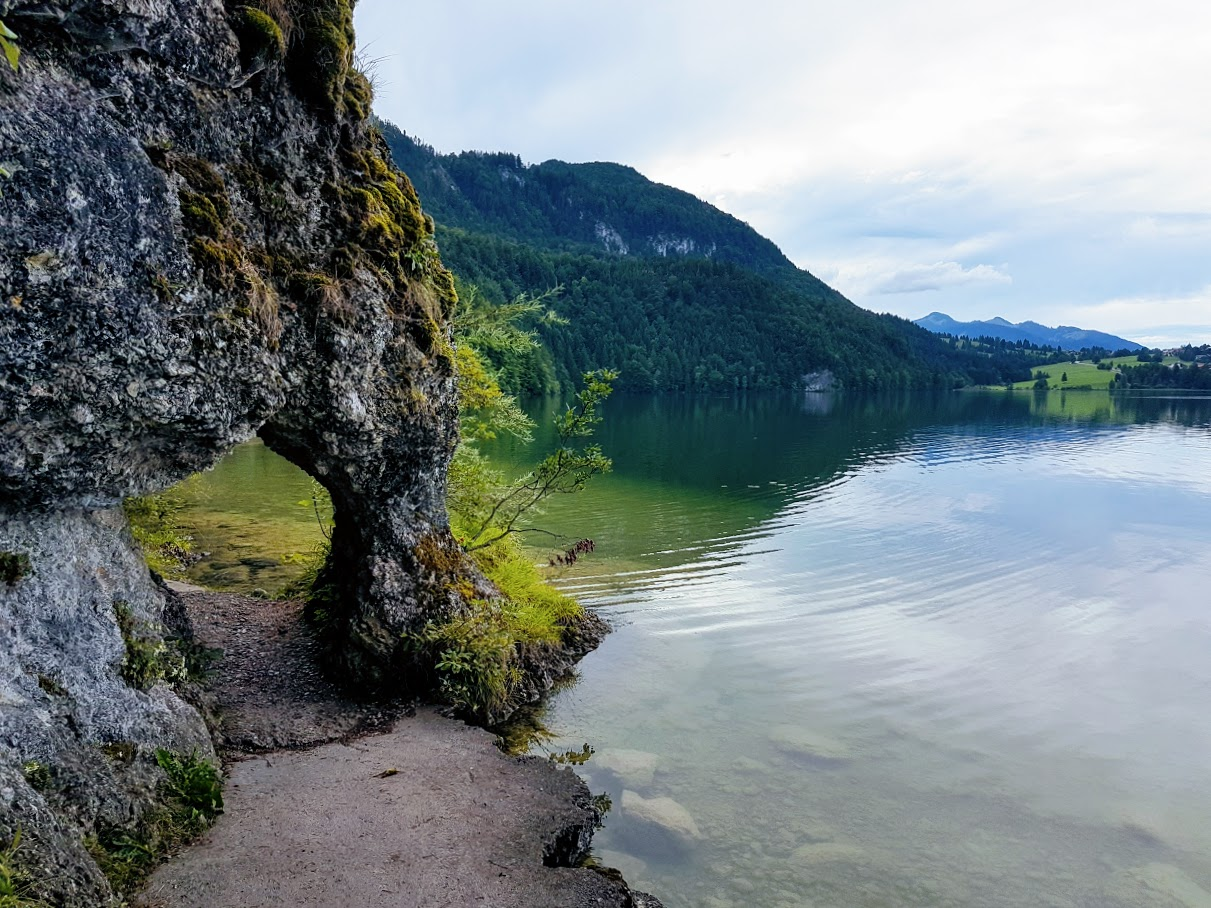
Felsentor am Südufer des Weißensees

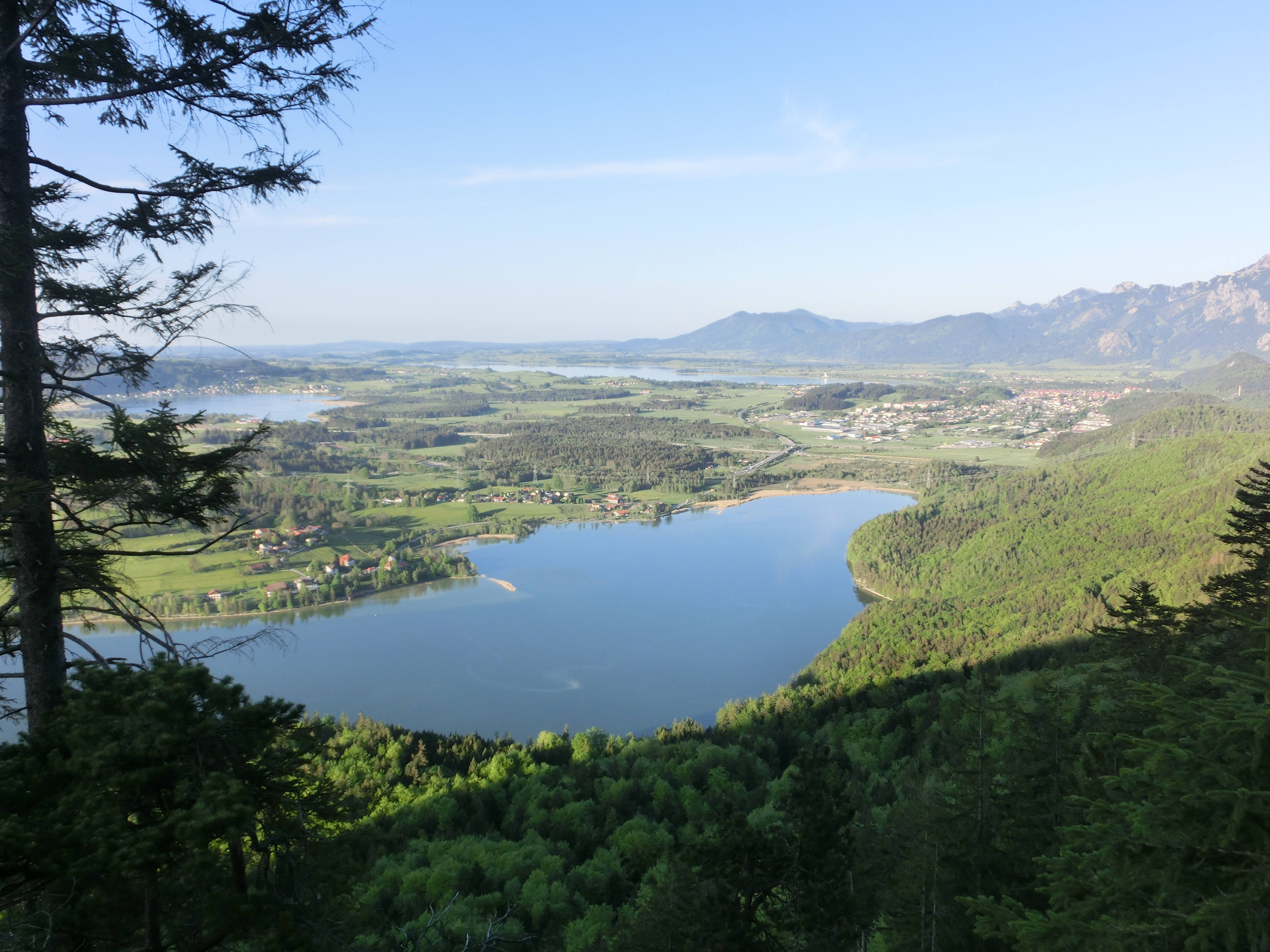
Weißensee; im Hintergrund links der Hopfensee, rechts der Forggensee

Im Jahre 753 vermachte der fränkische König Pippin den See mit seinem Umland dem Bischof Wikterp von Augsburg zu Gunsten der neu geschaffenen Klosterzelle St. Mang. Nach vielfachem Wechsel erwarb letztlich die Stadt Füssen im Jahre 1928 den See mit dem Fischereirecht aus privater Hand.
Vor allem den Eiszeiten und besonders dem Lechgletscher verdankt der Weißensee seine Form, an deren Gestaltung wahrscheinlich Toteis mitgewirkt hat.
Mit einer Länge von 2,2 Kilometern von Ost nach West, einer mittleren Breite von knapp 600 Metern und einer Tiefe bis zu 25 Metern bedeckt er eine Fläche von 1,35 Quadratkilometern und hat ein Einzugsgebiet von knapp 15 Quadratkilometern.
Renken, Zander, Hechte, Aale, Schleien, Saiblinge, Seeforellen und Karpfen leben in ihm, während sich auf ihm Schwäne, Haubentaucher, Blässhühner und mehrere Arten Wildenten tummeln.
Im Sommer wird der See intensiv als Badesee sowohl von den Einheimischen als auch von Touristen genutzt. Im Winter wird darauf Schlittschuh gefahren. Auf einem Wanderweg, dem Weißensee-Rundweg, kann der See umrundet werden.

## Klima

Niederschlagsdiagramm

Der Jahresniederschlag beträgt 1300 mm und liegt damit im oberen Drittel der von den Messstellen des Deutschen Wetterdienstes erfassten Werte. Über 94 % zeigen niedrigere Werte an. Der trockenste Monat ist der März; am meisten regnet es im August. Im niederschlagreichsten Monat fällt ca. 2,4mal mehr Regen als im trockensten Monat. Die jahreszeitlichen Niederschlagschwankungen liegen im oberen Drittel. In über 97 % aller Orte schwankt der monatliche Niederschlag weniger.